# Унежма (село)
У́нежма (рос. Унежма) — село на Поморському березі Онезької губи Білого моря, в західній частині Онезького району Архангельської області Російської Федерації.

## Географія
Унежма знаходиться у 20 км на північ від однойменної залізничної станції. Село розташоване на мисі Бранниця (стародавня назва мису — Ужній наволок), поблизу губи Унежма — гирла річки Унежма.

## Історія
Село Унежма заснували новгородці. Перша письмова згадка про неї зустрічаються в 1555 році. Наприкінці XIX — XX століть в Унежмі налічувалось 80 дворів з населенням понад 500 осіб (на 1886 рік — 259 чоловіків і 295 жінок), була поштова станція, декілька торгових лавок, церков з дзвіницею, початкова церковнопарафіяльна школа, каплиця та поклінний хрест. Населення, яке складалося в основному з поморів, займалося видобутком риби та морського звіра. Через Унежму проходив нині занедбаний Поморський поштовий тракт.
Від 2004 року входить до складу муніципального утворення Малошуйське поселення.

## Населення
| 2002 | 2010 | 2012 |
| ---- | ---- | ---- |
| 5    | ↘0   | →0   |

Після німецько-радянської війни (1941 — 1945) село почало вимирати. На цей момент (2010) в Унежмі постійного населення немає. У 2006 році померла остання постійна мешканка села — Ольга Григоріївна Куколева (1914 — 2006).

## Топографічні карти
- Аркуш карти P-37-1,2 Золотуха. Масштаб: 1 : 100 000. (рос.) Зазначити дату випуску/стану місцевості.